# San Miguel (Tequixquiac)
San Miguel es una población mexicana del municipio de Tequixquiac, está ubicada al norte del Estado de México. Es una localidad ubicada sobre una loma que divide el Valle de México del Valle del Mezquital, ha tenido un crecimiento poblacional, la cual nació a partir de un barrio para convertirse en el año 2015 en una localidad importante del municipio.
San Miguel es una localidad a 2252 m s. n. m. siendo la localidad de mayor altitud del municipio de Tequixquiac, razón por lo que antiguamente se le conocía como San Miguelito el Alto, en referencia a la cabecera municipal que se ubica menor altitud dento de la Cuenca de Tequixquiac que se une al Valle del Mezquital.

## Toponimia
El nombre es en honor a San Miguel Arcángel, santo patrono del barrio más alejado de la cabecera municipal.
El nombre de San Miguel, proviene del nombre de la vieja hacienda, identificada como San Miguel Bocanegra, que fue una propiedad de españoles peninsulares de la familia Rodrigues y Esquivel en el periodo virreinal.

## Geografía
San Miguel solo cuenta con riachuelos que bajan del cerro de la Estrella hacia Loma Larga y la barranca del Gumisha (B'omitsa). Es lo localidad más alta del municipio de Tequixquiac, se ubica 2252 m s. n. m.
La localidad se encuentra sobre una loma al extremo sur del municipio, colinda al oriente con las Lomas de España, lomeríos natural de esta región semi-desértica, en particular con Loma Larga, en Santa María Cuevas.

### Clima
San Miguel es la primera localidad que se ubica al bajar hacia el valle del Mezquital, el clima del pueblo es cálido subhúmedo; se encuentra al sur, es la localidad más alta y húmeda del municipio, dentro del límite natural con el valle de México. En los terrenos más bajos, hacia el valle del Mezquital, se encuentra el centro de la localidad sobre una loma con un clima más templado y seco, propio del valle de México, pero con tierras pedregosas.

## Historia
Los antiguos pobladores conocían a la loma de San Miguel como Tepeton, era una loma donde se divisaba el Valle de México y el Valle del Mezquital al mismo tiempo, por eso los indígenas ubicaban este lugar como punto importante debido a su situación estratégica.

### SigloXIX
Sobre los llanos de Loma Larga y Lomas de España se estableció en 1824, los mojones de los linderos entre los municipios de Tequixquiac, Zumpango y Hueypoxtla. Algunas personas procedentes de la antigua hacienda de San Miguel Bocanegra decidieron establecerse sobre la loma, poblando el nuevo y alejado barrio de San Miguelito el Alto, el cual pasó a ser parte del ejido de Santiago Tequixquiac.
En el año de 1854, al entregar el casco de la hacienda a los ejidatarios de San Miguel Bocanegra en el pueblo de San Juan Zitlaltepec, para fijar los límites territoriales entre Zumpango y Tequixquiac. Con el inicio de las obras del gran canal de desagüe de la Ciudad de México, los descendientes de las familias de las haciendas como los Pérez, Rodrigues, Pineda, Vargas, Castillo, Ramírez y Vásquez decidieron establecerse en la loma que desciende al pueblo de Santiago Tequixquiac donde se formó un nuevo barrio para el municipio de Tequixquiac con familias de Zumpango y Hueypoxtla.

### SigloXX
La primera escuela fue construida en 1956 en el barrio de San Miguel por Don Narciso Vargas. Dos años después se construye una ermita de piedra en honor a San Miguel Arcángel, patrono del barrio más lejano de la parroquia de Santiago Apóstol, la cual se encontraba en la parte más alta del municipio que por su poca población y concentración de asentamiento no lograría ser un pueblo y se mantendría en categoría de barrio.
Debido a su tipo de suelo, la loma de San Miguel fue destinada para asentamientos humanos, realizando una serie de fracciones para solares en los últimos años del siglo XX, San Miguel se convirtió en un asentamiento humano en crecimiento con bastantes atractivos comerciales por red de carreteras al sur del municipio.

### SigloXXI
Debido al crecimiento poblacional de esta localidad, lo que era un barrio de la cabecera municipal, se ha convertido en otra localidad o pueblo a partir del año 2015. Los sanmiguelenses se han establecido en diversas colonias que partieron de una división de predios por parte del ejido de Santiago Tequixquiac.

## Infraestructura

### Transporte
Al ser la tercera localidad más poblada del municipio, algunas empresas transportistas que atraviesan la carretera Zumpango-Apaxco, hacia la cabecera municipal y nueva la carretera que conecta San Miguel con Santa María Cuevas, tienen sus propias bases de ruta, el paradero más importante es El Jagüey y el segundo es el centro, sobre la misma carretera principal. Algunos taxis operan desde El Jagüey y desde el centro de San Miguel.

## Economía
La economía de San Miguel se basa, principalmente en el comercio y los servicios de transpote público, al no existir agricultura, los habitantes optan por la venta y distribución de productos. Aquí existen algunas empresas que ofertan empleo a los lugareños; a pesar de la poca oferta económica, San Miguel crece econoómicamente por ser un paso de tránsito en el Valle de México y el Valle del Mezquital.

## Demografía
| Año  | Población |
| ---- | --------- |
| 2000 | 1.210     |
| 2010 | 2.754     |
| 2020 | 3.340     |

### Colonias
El pueblo o la localidad de San Miguel se divide en colonias o asentamientos humanos, a partir del año 2015 dejó de ser un barrio perteneciente a la cabecera municipal.
| Localidad  | Colonias                                                                  |
| ---------- | ------------------------------------------------------------------------- |
| San Miguel | San Miguel Centro, Prados, El Jagüey, La Tres, La Nopalera, La Media Luna |

## Educación
El pueblo de San Miguel cuenta con una oferta educativa pública y privada.
| Barrio       | Institución                                      |
| ------------ | ------------------------------------------------ |
| Centro       | Escuela Primaria Perfecto Monrroy Gutiérrez      |
| La Rinconada | Escuela Telesecundaria Miguel Hidalgo Y Costilla |

## Cultura y patrimonio

Capilla de San Miguel.

- Capilla de San Miguel; es una capilla de culto católico construida por el ingeniero Salvador Mora a partir del año de 1979, es el lugar donde se encuentra la imagen del santo patrón de esta localidad y antiguamente se encontraba una ermita del periodo colonial de la Nueva España.

El día 29 de septiembre se celebra la fiesta en honor a San Miguel Arcángel, su santo patrono. Ese día la comunidad convive en la capilla, hay verbena popular con bandas de viento, feria, cabalgata de caballos, carreras de caballos, jaripeos y rodeo de media noche.